# 大分県内の通り
大分県内の通り（おおいたけんないのとおり）は、大分県内にある通りの一覧である。

## 大分市
- 昭和通り
- 産業通り
- 中央通り
- 外堀通り
- 赤レンガ通り
- 医大通り
- 森町通り
- 公園通り

## 別府市

### 海岸と直交する通り（東西方向）
- 別府大学通り
- 新別府通り
- 北石垣公園通り
- 石垣小学校通り
- 観光港大通り
- 緑丘通り
- 吉弘通り
- 南石垣公園通り
- 石垣神社通り
- 中部中学校通り
- 境川小学校通り
- 荘園通り
- 境川通り
- 桜通り
- 境川南通り
- 天満通り
- 境下通り
- 東雲通り
- 境通り
- 富士見通り
- 文武通り
- 敷島通り
- 郷谷通り
- 曙通り
- 動年通り
- 立花通り
- 仲間通り
- 塔元通り
- 青山通り
- 春日通り
- 一ノ出通り
- 日吉通り
- 平野通り
- 千歳通り
- 九日天通り
- 駅前通り
- 公園南通り
- 公園通り
- 北浜通り
- 北山通り
- 新宮通り
- 平安通り
- 不老泉通り
- 梅園通り
- 流川通り
- 楠湯通り
- 秋葉通り
- 中浜通り
- 旭通り
- 朝見本通り
- 永石通り
- 松原通り
- 御幸通り
- 住吉通り

### 海岸と平行する通り（南北方向）
- 竹瓦温泉通り
- 海門寺通り
- 桜町通り
- 西法寺通り
- 港中央通り
- 日豊線通り
- 幸通り
- 石垣中央通り
- 石垣東通り
- 鶴高通り
- 市役所通り
- 実相寺山通り
- つるりん通り
- 湯けむり通り
- 筋湯通り

## 中津市
- 福沢通り
- 寿通り
- 宮島町通り
- 産業通り

## 日田市
- 駅前通り
- 寿通り
- 庄手通り

## 佐伯市
- 中央通り
- なかまち通り
- 新町通り
- うまいもん通り
- 横丁通り
- 京町通り
- 船頭町通り

## 津久見市
- 駅前通り
- 柳通り
- 昭和通り
- 本町通り
- 海岸通り

## 豊後高田市
- 駅通り
- 新町通り
- 中央通り
- 平和通り

## 由布市
- 医大通り
- 花野木通り
- 由布見通り